# Águilas Fútbol Club
Águilas Fútbol Club és un club de futbol espanyol amb seu a Águilas, a la comunitat autònoma de la Regió de Múrcia. Fundat l'any 2010, el club juga a Segona Divisió RFEF – Grup 5, celebrant els partits a casa a l'Estadi El Rubial, amb una capacitat per a 4.000 seients.

## Història
L'any 2010, l'Águilas Club de Fútbol es va dissoldre a causa de grans deutes. Uns mesos després, els aficionats de l'Águilas CF van fundar l'Águilas FC i van comprar la plaça del CD Alquerías a la cinquena divisió.

## Temporada a temporada
| Temporada | Nivell | Divisió    | Lloc    | Copa del Rei |
| --------- | ------ | ---------- | ------- | ------------ |
| 2010–11   | 5      | Pref. Aut. | 1r      |              |
| 2011–12   | 4      | 3a         | 2n      |              |
| 2012–13   | 4      | 3a         | 12è     |              |
| 2013–14   | 4      | 3a         | 3r      |              |
| 2014–15   | 4      | 3a         | 4t      |              |
| 2015–16   | 4      | 3a         | 2n      |              |
| 2016–17   | 4      | 3a         | 3r      |              |
| 2017–18   | 4      | 3a         | 7è      |              |
| 2018–19   | 4      | 3a         | 6è      |              |
| 2019-20   | 4      | 3a         | 16è     |              |
| 2020-21   | 4      | 3a         | 2n / 1r |              |
| 2021–22   | 4      | 2a RFEF    |         |              |

- 1 temporada a Segona Divisió RFEF
- 10 temporades a Tercera Divisió

## Palmarès
- Preferent Autonòmica

Guanyadors: 2010–11
- Tercera Divisió

Subcampions: 2011–12, 2015–16